# Acer heapolitanum
Acer heapolitanum é uma espécie de árvore do gênero Acer, pertencente à família Aceraceae.